# Zygaenosia salomonis
Zygaenosia salomonis là một loài bướm đêm thuộc phân họ Arctiinae, họ Erebidae.